# Дураченко, Надежда Владимировна
Надежда Владимировна Дураченко (2 ноября 1976 года — 5 декабря 2016 года) — российская военная медсестра. Трагически погибла в Сирии при исполнении служебных обязанностей.

## Биография
Родилась в семье журналистки Татьяны Мошкиной и военного врача. Была старшей в семье, её брат был младше на 16 лет. Сразу после окончания колледжа вышла замуж. Имела высшее медико-психологическое образование.
5 декабря приёмное отделение российского полевого госпиталя в Алеппо попало под артиллерийский обстрел боевиков. Надежда Дураченко погибла на месте. Вместе с ней погибла её коллега и близкая подруга Галина Михайлова. У погибшей остались муж и 19-летняя дочь Наталья. На момент гибели своей матери, девушка училась на втором курсе института во Владивостоке.
Тела медсестёр доставили в Еврейскую автономную область. Утром, на аэродроме вертолет встречала рота почетного караула и военный оркестр. День похорон погибших медсестёр был объявлен в Еврейской автономной области днём траура. Погибших женщин похоронили с воинскими почестями.

## Память
- Указом президента Российской Федерации за мужество, отвагу и самоотверженность, проявленные при исполнении воинского долга, старший сержант Надежда Дураченко и младший сержант Галина Михайлова награждены орденами Мужества посмертно[8].
- На здании медицинского колледжа, который окончили Михайлова и Дураченко, была открыта мемориальная доска[9].
- В 2018 году на территории военного госпиталя в Биробиджане погибшим в Сирии медсёстрам старшему сержанту Надежде Дураченко и сержанту Галине Михайловой был открыт памятник[10].
- Памятник медсёстрам Надежде Дураченко и Галине Михайловой был также установлен на базе Хмейним в 2020 году[11].